# Corydoras acutus
Corydoras acutus är en fiskart som beskrevs av Cope 1872. Corydoras acutus ingår i släktet Corydoras och familjen Callichthyidae. Inga underarter finns listade i Catalogue of Life.